# Herndon Glenn Dowling
Herndon Glenn Dowling, Jr. (* 2. April 1921 in Cullman, Alabama; † 2015 in Talladega, Alabama) war ein US-amerikanischer Herpetologe. Sein Forschungsschwerpunkt waren die Schlangen.

## Leben
Dowling war der Sohn von Herndon Glenn Dowling, Sr. und Ada Camp Dowling. Sein Vater war der Leiter einer öffentlichen Schule in Tuscaloosa. Seine Mutter studierte Hauswirtschaft am Montevallo College in Montevallo, Alabama, und arbeitete später in ländlichen Gebieten des Bundesstaates für das Alabama Institute for the Deaf and Blind. Dowling wuchs in Tuscaloosa auf und besuchte öffentliche Schulen, die er 1938 abschloss. Im selben Jahr entdeckte er mit einigen Schulfreunden Knochenfunde in einer Kreideablagerung in einem Schacht. Bis 1940 konnten sie ein komplettes Mosasaurier-Skelett freilegen, das sie der University of Alabama schenkten. 1941 veröffentlichte er darüber seinen ersten Artikel im Journal of the Alabama Academy of Sciences. 1943 heiratete er Margaret Purcell. Aus dieser Ehe, die 1962 geschieden wurde, gingen vier Kinder, zwei Mädchen und zwei Jungen, hervor. 1968 heiratete er Madlyn O’Neill, Redakteurin bei der New York Times. Sie starb im Jahr 2000. Im Jahr 2001 heiratete er Janann Jenner, eine Autorin für Biologie-Lehrbücher.
Herndon besuchte von 1938 bis 1942 die University of Alabama, wo er seinen Abschluss in Biologie machte. Unmittelbar nach dem College trat er in die Reserve des US-Marinekorps ein, wo er zunächst als Hauptgefreiter diente. Im Dezember 1942 wurde er an der Offiziersanwärterschule in Quantico, Virginia, angenommen, die er am 10. März 1943 als Leutnant zweiter Klasse abschloss. Er wurde in Washington, D.C. im Fotoaufklärungsdienst ausgebildet. Anfang 1945 wurde er nach Guadalcanal verschifft, wo er Luftaufnahmen von der Insel Okinawa interpretierte. Am 1. April 1945 nahm er an der Invasion der Insel teil. Die konventionelle militärische Strategie bestand darin, die Truppen auf der Ostseite der Insel landen zu lassen, wo sich ein tiefliegender Hafen befand. Während seiner monatelangen Studienzeit bemerkte er eine dramatische Veränderung des Geländes und der Objekte in der Landschaft. Frühe Fotos der Insel in der Nähe des Hafens zeigten große Geschützstellungen, die auf späteren Fotos verschwanden, was darauf hindeutete, dass sie als Ablenkungsmanöver installiert worden waren. Seine befehlshabenden Offiziere folgten seinen Aussagen, und die Marines wurden angewiesen, auf der Westseite zu landen, wo sie von den Japanern nicht erwartet wurden. Dafür erhielt er vom kommandierenden General eine Auszeichnung für hervorragende Dienste für seine rasche und genaue Interpretation einer großen Anzahl von Luftaufnahmen.
Teil seiner Aufgabe auf der Insel war es, die bombardierten Gebiete zu bewerten. Er untersuchte eine zerbombte Schule, in der die Bücher der Bibliothek über den ganzen Boden verstreut waren, und fand ein intaktes Exemplar von Leonhard Stejnegers Herpetology of Japan and Adjacent Territory in einer Ausgabe von 1907, das Herndon als Identifikationsleitfaden während seines Aufenthalts auf Okinawa behielt. Dies stellte sich als äußerst glücklicher Zufall heraus, denn Giftschlangen waren reichlich vorhanden, was ihn dazu veranlasste, Schlangen der Art Trimerisurus flavoviridis (heute Protobothrops flavoviridis) zu sammeln und den Marine deren Gift zur Verfügung zu stellen. Die beste verfügbare Membran zum Melken war ein Kondom, und ihre Verwendung wurde zum Standardverfahren. Das Gift, das er erhielt, wurde von der medizinischen Einheit vor Ort zum Forschungslabor transportiert. Einige Marines hatten Schlangenbisse, von denen die meisten sich als ungefährlich erwiesen. Dowling entging einmal knapp dem Tod, als er sich im Freien befand und ein japanisches Kampfflugzeug über den Boden flog und den Boden beschoss.
Als der Krieg zu Ende ging, schickten ihn die Marines nach Tientsin (heute Tianjin), China, um den Japanern bei der Kapitulation in dieser Region zu assistieren. Er wurde für vier bis fünf Monate dem Office of Strategic Services (OSS) (Vorgänger der CIA) zugeteilt, um das Verhältnis der russischen und chinesischen Formen des Kommunismus zu beurteilen. Dabei stellte er fest, dass die beiden Bewegungen unabhängig waren. Eine seiner Aufgaben war die Festnahme von Deutschen und Japanern, die Gefangene misshandelt hatten. Herndon war dann etwa acht Monate lang auf Parris Island stationiert, wo er als OSS-Offizier diente. Im Frühjahr 1946 wurde er ehrenhaft entlassen, um seine Ausbildung wieder aufzunehmen. Er blieb jedoch bis 1959 in der Reserve des Marinekorps und erlangte den Rang eines Captains.
Nach seinem Ausscheiden aus dem aktiven Militärdienst ging er direkt an die University of Florida in Gainesville und schrieb sich in den Masterstudiengang Zoologie ein. Seinen Master-Abschluss machte er 1948 mit der finanziellen Unterstützung der GI Bill und einer Assistentenstelle, in deren Rahmen er zwei Semester allgemeine Biologie unterrichtete. Seine Dissertation über die Systematik der Schlangenart Seminatrix pygea (heute Liodytes pygaea) wurde 1950 unter der Leitung des jungen Professors Arnold Grobman angefertigt, der nur drei Jahre älter als Herndon war. Dieser lehrte seine Studenten Statistik und die Verwendung von Lochkarten zur Datenverwaltung sowie das Verfassen wissenschaftlicher Arbeiten. Herndons Hauptinteresse galt der Zoogeographie, worüber er 1951 mit der Dissertation A taxonomic study of the American representatives of the genus Elaphe, with particular attention to the forms occurring in Mexico and Central America unter der Leitung von William Gosline an der University of Michigan zum Ph.D. promoviert wurde. Er konzentrierte sich auf die Systematik der Schlangengattung Elaphe in Nordamerika und verbrachte den Sommer 1948 am Mexico City College (seit 1968 Universidad de las Américas), um die Rattennattern in Mexiko zu studieren.
Nach seiner Doktorarbeit arbeitete er für ein Jahr am Haverford College in Pennsylvania, wo Emmett Reid Dunn lange Zeit Professor war. Herndon bekam die Gelegenheit, an der historisch wertvollen Herpetologie-Sammlung der Academy of Natural Sciences in Philadelphia (jetzt Akademie der Naturwissenschaften der Drexel University) zu arbeiten, unterrichtete 90 Studenten in allgemeiner Biologie und vergleichender Anatomie und assistierte Dunn bei der Museumssammlung.
Herndon half später bei der Fertigstellung und Veröffentlichung (1957) von Dunns letzter Arbeit. Nachdem er Haverford verlassen hatte, unterrichtete er 1954 an der Mountain Lake Biological Station der Universität von Virginia. Seine erste Vollzeitstelle hatte er an der University of Arkansas, wo er von 1956 bis 1959 blieb. Neben der allgemeinen Biologie, der allgemeinen Zoologie, der vergleichenden Anatomie, der Paläontologie, der Evolution und der Zoogeographie führte Herndon die Wirbeltierkunde als Feldkurs in den Lehrplan ein, als erster in der Abteilung.
In den späten 1950er Jahren forderte der Gouverneur des Bundesstaates Arkansas die Rassentrennung an der Universität. Herndon weigerte sich, dem nachzukommen. Der Gouverneur setzte ein Gesetz in Kraft, wonach die Fakultät alle Organisationen auflisten musste, mit denen sie zusammenarbeitete. Herndon weigerte sich, den Treueeid zu unterzeichnen, da er der Meinung war, dass sein Militärdienst seine Loyalität bewiesen habe. Obwohl er ein außerordentlicher Professor auf Lebenszeit war und Forschungsstipendien von den National Institutes of Health und der National Science Foundation (NSF) erhielt, wurde sein Vertrag im nächsten Jahr nicht verlängert.
Seine Zuschussgelder ermöglichten seine Teilnahme am Treffen der American Society of Ichthyologists and Herpetologists (ASIH) im Jahr 1959 in San Diego, wo James A. Oliver, der neu ernannte Direktor des American Museum of Natural History (AMNH), ihm von der Eröffnung des New York Zoological Park (heute Bronx Zoo) berichtete.
Herndon wurde 1960 zum Reptilien-Kurator des Zoos ernannt, eine Position, die er sieben Jahre lang innehatte. Während seiner Jahre im Bronx Zoo arbeitete Herndon gemeinsam mit Vic Hutchison von der University of Rhode Island an der Wärmeregulation brütender Dunkler Tigerpythons. Sie stellten fest, dass die Weibchen endotherm wurden, um die Bruttemperaturen zu erhöhen, wenn die Umgebungstemperatur gesenkt wurde. Im Jahr 1967 zwang Oliver ihn jedoch aufgrund von Meinungsverschiedenheiten über Tiermanagement und Forschung zum Verlassen des Zoos. Er entschied sich, wieder in die Wissenschaft zurückzukehren und entwickelte mit einem Stipendium der National Science Foundation (NSF) eine Position am American Museum of Natural History, um Zitate aus Tausenden von herpetologischen Publikationen zusammenzutragen und Zusammenfassungen der weltweiten Amphibien- und Reptiliengattungen zu veröffentlichen. Das Projekt trug den Titel The Genera of Reptiles and Amphibians: A Study to Consolidate Information, das von der NSF auch als Bibliographic Service in Herpetology bezeichnet wurde.
Herndon arbeitete fünf Jahre lang mit NSF-Zuschüssen an dem Projekt, bis diese Ende 1972 ausliefen. Mit Unterstützung der herpetologischen Gesellschaften, einigen Reservefonds und des AMNH konnte er das Projekt bis Juni 1973 weiter finanzieren. Die Initiative war auch unter dem Namen Herpetological Information Search Systems (HISS) bekannt. Von 1970 bis 1973 war Herndon Herausgeber der Zeitschrift Herpetological Review. Er war außerdem von 1968 bis 1973 Redakteur für die Amphibien- und Reptilienrubrik der Zeitschrift Biological Abstracts und von 1968 bis zu seiner Pensionierung beratender Redakteur über Reptilien bei der Encyclopedia Americana.
Als 1962 das Werk The Poisonous Snakes of the World, auch bekannt als The Navy Manual, erstmals 1962 herauskam, wurde es von Herndon in der Zeitschrift Animal Kingdom rezensiert. Er und Sherman A. Minton veröffentlichten 1964 eine weitere Rezension in der Zeitschrift Copeia. Das Handbuch war ursprünglich für das Office of Naval Intelligence geschrieben und für das Marinepersonal zur Verwendung im Feld veröffentlicht worden. Die beiden Gutachter fanden es so schlecht, dass die Marine die American Society of Ichthyologists and Herpetologists um einen Vorschlag zur Überarbeitung bat. Minton befasste sich mit Seeschlangen, Dowling schrieb den Rest der Berichte und organisierte das Layout, und Findlay Russell befasste sich mit den Giften. Sie reichten das Manuskript Ende 1965 ein, und die überarbeitete, zweite Auflage wurde vom United States Department of the Navy (1968) ohne Nennung der Autoren veröffentlicht. Herndon war eines der Mitglieder des ASIH-Ausschusses Committee on a North American herpetological checklistvon 1960, der den Catalogue of American Amphibians and Reptiles (CAAR) erstellte und 1962 NSF-Mittel dafür erhielt. Von 1966 bis 1973 schrieb Herndon die Schlangeneinträge für den Katalog. Obwohl die NSF-Finanzierung 1968 auslief, gewährte sie eine zweijährige, nicht finanzierte Verlängerung bis 1970. Der Vorstand der ASIH lehnte daraufhin eine finanzielle Unterstützung für die Fortsetzung der Publikation ab, so dass Herndon und die anderen Herausgeber sich an die Society for Study of Amphibians and Reptiles (SSAR) wendeten, die den Katalog 1971 übernahm. Von 1965 bis 1973 war Herndon als Lehrbeauftragter an der New York University (NYU) tätig, während er im Zoo und in der AMNH arbeitete. An der University of Rhode Island bekleidete von 1974 bis 1976 dieselbe Funktion. Schließlich erhielt er 1973 eine außerordentliche Professur an der NYU, 1975 folgte eine ordentliche Professur bis zu seiner Pensionierung im Jahr 1991 im Alter von 70 Jahren. Wie schon an der University of Arkansa war er maßgeblich an der Initiierung und Erweiterung der Feldkurse beteiligt. Er unterrichtete eine Vielzahl von Lehrgängen, darunter Herpetologie, Ökologie, Evolution, allgemeine Biologie und Zoologie, Naturgeschichte der Wirbeltiere und Zoogeographie.
Herndon wurde 1946 lebenslängliches Mitglied bei der ASIH. Sein erstes Treffen fand an der University of Florida statt und er nahm bis weit nach seiner Pensionierung regelmäßig an Folgetreffen teil. Einige seiner ersten herpetologischen Artikel wurden in der Zeitschrift Copeia veröffentlicht. 1947 und 1949 war er jeweils Gewinner des Stoye Awards für die beste studentische Arbeit in Herpetologe. Von 1962 bis 1963 war er Präsident der Herpetologists’ League. 1959 wurde er zum Fellow der American Association for the Advancement of Science, 1960 zum Fellow der Zoologischen Akademie in Indien und 1961 zum Fellow of the New York Zoological Society ernannt. 1966 erhielt er den New York Herpetological Society Award und 1989 den Kauffeld Award der New York Herpetological Society (NYHS).
Herndon verstand sich als systematischer Herpetologe mit primärem Interesse an der Evolution. Sein Hauptforschungsgebiet war die Schlangenklassifikation, bei der er Morphologie und Schuppung, Chromosomen, die Morphologie des Hemipenis und molekulare Studien heranzog, um verwandtschaftliche Beziehungen zu untersuchen. Seine Methodik des Schuppenzählens wurde von nachfolgenden Herpetologen übernommen.
Herndons Reisen führten ihn nach Burma, auf die Galapagosinseln, nach Indien, Mexiko, Trinidad, St. Lucia und auf die Westindischen Inseln, insbesondere nach Jamaika. Er führte 1962 auf zehn der Galapagosinseln Untersuchungen an den Riesenschildkröten durch und studierte 1964 die Ökologie des Meerechsen. Insgesamt hat Herndon neun Bücher und Handbücher, 69 wissenschaftliche Abhandlungen, zwei Enzyklopädie-Beiträge, 55 populärwissenschaftliche Artikel und 69 Zusammenfassungen, Rezensionen und Berichte verfasst.
1975 führte Herndon die afrikanische Schlangenfamilie Pseudoxyrhophiidae ein.